# Simon Tong
Simon Tong est un guitariste anglais, né le 9 juillet 1972 à Farnworth, Lancashire, ancien membre du groupe rock britannique The Verve. Musicien de l'ombre, Simon Tong n'en reste pas moins un des guitaristes ayant le plus de succès artistique dans le monde du fait de sa présence dès 1996 dans de nombreux groupes connaissant des succès commerciaux retentissants. Il est classé comme le 40e guitariste des trente dernières années par le programme de la BBC "The Axe Factor".  

## The Verve (1996-1999)
Il rejoint en 1996 The Verve après le départ de Nick McCabe. Il participa à tout le processus de création de l'album Urban Hymns et forma un duo de guitariste complémentaire avec McCabe lorsque celui-ci fit son retour dans le groupe quelques mois après son départ. Son influence se ressent notamment sur les titres This Time, Bittersweet Symphony et The Drugs Don't Work. Tong joua également de l'orgue ou du piano sur différents morceaux, notamment One Day. Il est également le co-créateur avec Richard Ashcroft de la chanson C'Mon People (We're Making It Now), chanson qui ne fut pas retenue pour Urban Hymns malgré ses riffs de guitare efficaces en raison de son décalage avec les autres chansons plus psychédéliques de l'album. Ashcroft l'utilisa plus tard dans son premier album solo Alone With Everybody.    
Le groupe se sépara en 1999 après une tournée américaine réussie mais entachée du nouveau départ de Nick McCabe remplacé par BJ Cole pour les derniers concerts.   
Simon Tong ne participa pas à la brève reformation de The Verve de 2007 à 2009 malgré son envie de travailler sur un nouvel album avec le groupe, les 4 autres membres ayant souhaité retrouver la composition originale de The Verve.

## Blur (2003-2005)
Simon Tong a ensuite collaboré avec Blur lors de la tournée du groupe en 2003 en remplaçant Graham Coxon pour les concerts.

## Gorillaz (Depuis 2004)
Il a ensuite suivi Damon Albarn (Blur) dans son projet musical, Gorillaz. Il a été le guitariste du groupe virtuel pour l'album Demon Days. Sa contribution est importante, notamment pour les morceaux Feel Good Inc. ou El Manana dans lesquels il joue de la guitare sèche. Il utilise sa guitare électrique sur les autres morceaux notamment Kids With Guns ou encore Dirty Harry. Il participe également aux concerts de Gorillaz. On peut l’apercevoir dans le concert de Manchester où il occupe le centre de la scène devant des panneaux lumineux aux côtés de l'ex-bassiste de The Verve Simon Jones également membre du groupe sur invitation de Simon Tong.    
Il est de nouveau le guitariste du groupe sur le troisième album de Gorillaz Plastic Beach. Il ne participe pas aux premiers concerts de promotion de l'album, la place de guitariste étant attribuée à Mick Jones l'ancien Clash, mais il rejoint le groupe pour sa tournée Escape to Plastic Beach World Tour.

## The Good, The Bad And The Queen (Depuis 2006)
En 2006, il est guitariste dans le nouveau projet de Damon Albarn, The Good, the Bad and the Queen, en compagnie de Tony Allen et Paul Simonon. Son jeu de guitare est très présent sur cet album bénéficiant de bonnes critiques.

## Transmission (Depuis 2005)
Il est par ailleurs guitariste du groupe Transmission auteur de la chanson Glade issue de l'album Beyond Light.

## Erland and the Carnival(Depuis 2008)
Il offre aujourd'hui ses services à Gawain Erland Cooper pour son groupe londonien Erland and the Carnival. Simon Tong figure sur leurs deux albums et les accompagne en concert.

## Guitariste des projets solo de Damon Albarn (Depuis 2010)
Il poursuivit ses collaborations avec Damon Albarn sur la bande originale de Dr Dee puis sur son premier album solo Everyday Robots dans lequel il joue de la guitare sur la plupart des titres.